# هيرب جافي
هيرب جافي (بالإنجليزية: Herb Jaffe)‏ هو منتج أفلام ووكيل أدبي أمريكي، ولد في 20 مايو 1921 في بروكلين في الولايات المتحدة، وتوفي في 7 ديسمبر 1991 في بيفرلي هيلز في الولايات المتحدة.

## وصلات خارجية
- هيرب جافي على موقع IMDb (الإنجليزية)
- هيرب جافي على موقع قاعدة بيانات الفيلم (الإنجليزية)